# Carsch & Co

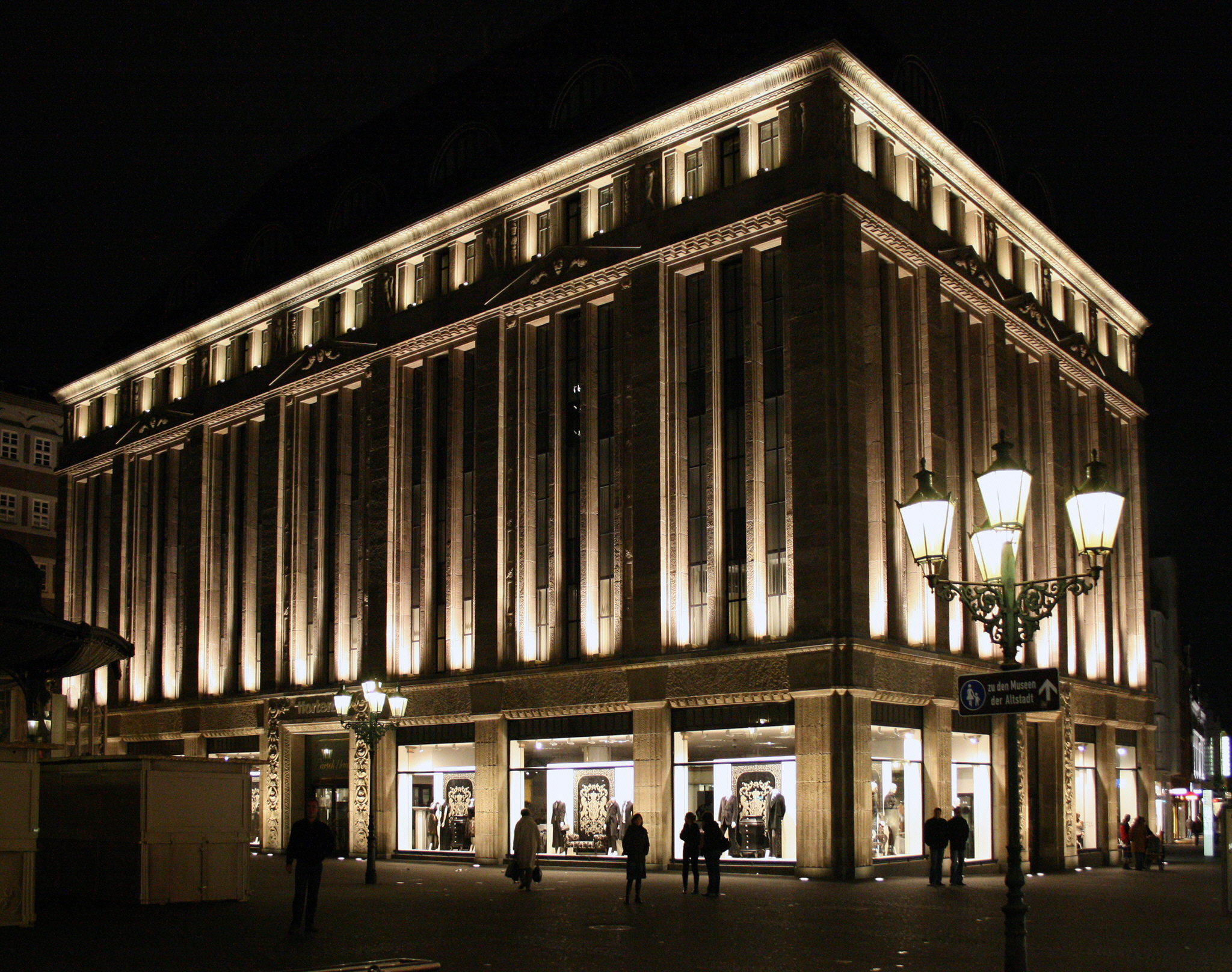
Carsch-Haus in Düsseldorf (2006)

Das Unternehmen Gustav Carsch & Co. betrieb von den 1880er Jahren bis in die 1930er Jahre Einzelhandelsgeschäfte bzw. Kaufhäuser für Herren- und Knaben-Konfektionskleidung unter dem Namen Carsch in verschiedenen größeren deutschen Städten. Der Unternehmensgründer Gustav Carsch (1850–1895) übergab die Firmenleitung an seinen Sohn Paul Carsch (1876–1951).
Carsch-Kaufhäuser bestanden in Düsseldorf, Gelsenkirchen, Oberhausen, Frankfurt am Main (auf der Zeil), Frankfurt-Höchst und Hanau. 1933 waren die Häuser von Plünderungen und Boykottaufrufen betroffen und Paul Carsch wurde gezwungen, das Warenhaus in Düsseldorf zum 1. September 1933 zu verkaufen. Das Haus in Frankfurt wurde 1936 unter dem Namen Ott & Heinemann „arisiert“. Im April 1938 wurde das Haus in Gelsenkirchen vom Textilhaus Kogge übernommen und mit der Hakenkreuzfahne verunziert.
Das Carsch-Haus in Düsseldorf gehörte zeitweilig zum Warenhausbetreiber Kaufhof; es wurde von diesem bis 2016 unter dem Namen Carsch-Haus geführt. Zwischen 2017 und 2019  war dort Saks Off 5th beheimatet.  Das Kaufhaus des Westens hatte für den Herbst 2023 einen Einzug anvisiert.